# 今川假名目錄
《今川假名目錄》有五十四條，是日本戰國時代最早的分國法，是戰國家法中最完備的一部，於1526年制定。
《今川假名目錄》是駿河守護今川家第七代當主今川氏親為年幼的嫡長子氏輝得以順利繼承家業計，於病榻中參考夫人意見，編撰而成的三十三條治國方針；後來第九代當主今川義元又增補《假名目錄追加》二十一條。此一文獻主要有關土地所有權、領主和名主的關係、買賣的限制、借貸利率、治安、領民嫁娶和戰時工作。提出後今川家領土的內政和經濟大幅增長，而駿府館更成為戰國時其中一個繁榮的都城。
後來今川家的鄰國甲斐大名武田信玄因《今川假名目錄》的成功，加以仿效而制訂《甲州法度次第》。